# I. hrvatska petanka liga
Prvenstva Hrvatske u petanka boćanju organiziraju se od sezone 2020. Odluka o osnivanju lige donesena je u svibnju 2020.
Prvu utakmicu su odigrali PK Dalmatino kao gost i PE Adria kao domaćin u Šibeniku 22. srpnja 2020.

## Formati natjecanja
- 2020. – 2021.

Nakon dvokružnog ligaškog dijela drugoplasirana i trećeplasirana ekipa igraju eliminacijsku utakmicu i pobjednik igra protiv prvoplasirane ekipe u osnovnom dijelu za naslov prvaka.
- 2022. – danas

Dvokružni ligaški sustav.
Utakmice
- 2020. – 2021.

Utakmica 1. HPL se igra se po dvokružnom sustavu i sastoji od tri faze:

I. faza: Trojka klasično (1), Par klasično (1) i Pojedinačno klasično – žena. Disciplinu pojedinačno klasično u ovoj fazi obvezno igra žena.

II. faza: Mješovita trojka, Par klasično (2) i Pojedinačno klasično (1). Mješovitu trojku obvezno igra najmanje jedan muškarac i najmanje jedna žena. Pojedinačno klasično (1) ne može igrati igračica koja je igrala disciplinu pojedinačno klasično – žena.

III. faza: Par klasično (3), Par klasično (4) i Mješoviti par. Mješoviti par mora igrati najmanje jedan muškarac i najmanje jedna žena.

U utakmici kroz sve III faze isti sastav ekipe može igrati samo jednom.
- 2022. – danas

Susret 1. HPL se sastoji od tri faze:

I. faza: Trojka klasično, Par klasično i Pojedinačno klasično – žene.

II. faza: Mješovita trojka, Par klasično i Pojedinačno klasično – muški. Mješovitu trojku obvezno igra najmanje jedan muškarac i najmanje jedna žena.

III. faza: Par klasično, Par klasično i Mješoviti par.

Sve utakmice se igraju do 13 punata i nisu vremenski ograničene.
Bodovanje
- 2020. – danas

3 boda za pobjedu, 1 za nerješeno, 0 za poraz

## Popis klubova koji su sudjelovali (2020. – 2024.)
U zagradi je godina prvog sudjelovanja.
Poredani abecedno prvo po sjedištu kluba pa zatim po nazivu, preskačući kraticu/oznaku vrste kluba.
ugašeni klubovi
| - PK Krčić, Knin (2021.) - PK Dalmatino, Šibenik (2020.) - PK Krešimirova grada, Šibenik (2021.) - PK Šibenik, Šibenik (2020.) - PK Vinske mušice, Šibenik (2024.) - PK Tribunj, Tribunj (2021.) - PK Vodice, Vodice (2020.) ——— - PE Adria, Šibenik (2020.) - druga ekipa PK Dalmatino, nastupila samo jednu sezonu - PE Zaton, Šibenik (2020.) - druga ekipa PK Šibenik, nastupila samo jednu sezonu - PE Vruje, Vodice (2020.) - druga ekipa PK Vodice, nastupila samo jednu sezonu |

## Izdanja
Kazalo
* U zagradi je broj klubova koji je inicijalno trebao sudjelovati u Prvenstvu; izbačeni ili odustali.
| Godina | Broj klubova | Broj klubova | Prvaci            | Prvaci           | #2        | #2     | #3                | #4            | #1 nakon osnovnog dijela | #1 nakon osnovnog dijela |
| ------ | ------------ | ------------ | ----------------- | ---------------- | --------- | ------ | ----------------- | ------------- | ------------------------ | ------------------------ |
| Godina | liga *       | doigr.       | Klub              | Bodovi/ Rezultat | Klub      | Bodovi | polufinalisti     | polufinalisti | Klub                     | Bod (BP)                 |
| 2020.  | 6            |              | Dalmatino         | 6:3              | PE Zaton  | –      | PE Adria          | ?             | Dalmatino                |                          |
| 2021.  | 6            |              | Dalmatino (2)     | 5:4              | Šibenik   | –      | Krešimirova grada | ?             | Dalmatino                |                          |
| 2022.  | 6            | –            | Dalmatino (3)     | 24               | Vodice    | 21     | Krešimirova grada | Šibenik       |                          |                          |
| 2023.  | 6            | –            | Dalmatino (4)     | 27               | Šibenik   | 24     | Krešimirova grada | Vodice        |                          |                          |
| 2024.  | 7            | –            | Krešimirova grada | 33               | Dalmatino | 27     | Šibenik           | Tribunj       |                          |                          |

### Vječna ljestvica
zaključno sa sezonom 2024. 
Kazalo
+ označava uspjehe drugih (II) ekipa klubova
| Klub              | Sjedište | Prvak | Drugi | TOP4 | Ostali nazivi; Napomene |
| ----------------- | -------- | ----- | ----- | ---- | ----------------------- |
| Dalmatino         | Šibenik  | 4     | 0     | 5+1  |                         |
| Krešimirova grada | Šibenik  | 1     | 0     |      |                         |
| Šibenik           | Šibenik  | 0     | 2+1   |      |                         |
| Vodice            | Vodice   | 0     | 1     |      |                         |

## Vanjske poveznice
- službene stranice Hrvatskog boćarskog saveza